# Filosofiska föreningen i Finland
Filosofiska föreningen i Finland (finska: Suomen filosofinen yhdistys) är en finländsk filosofisk förening.
Filosofiska föreningen, som har sitt säte i Helsingfors, stiftades 1873 på initiativ av professor Thiodolf Rein och registrerades 1925. Föreningen utger årsboken Ajatus (sedan 1926) och tidskriftsserien Acta Philosophica Fennica (sedan 1935). Föreningen, som tillhör Vetenskapliga samfundens delegation, hade 2009 omkring 550 medlemmar.